# Octavian Dușa
Octavian Dușa (ur. 24 grudnia 1954) – rumuński zapaśnik walczący w stylu wolnym. Olimpijczyk z Moskwy 1980, gdzie zajął szóste miejsce w kategorii 68 kg.
Czwarty na mistrzostwach Europy w 1980 i dziewiąty w 1981 roku.
- Turniej w Moskwie 1980

Wygrał z Algierczykiem Saïdem Admanem i Alim Husajnem Farisem z Iraku, a przegrał z Sajpułłą Absaidowem z ZSRR i Eberhardem Probstem z NRD.